# Liste der österreichischen 25-Schilling-Gedenkausgaben
Das Österreichische Hauptmünzamt stellte von 1955 bis 1973 25-Schilling-Gedenkmünzen in Form von Silbermünzen in einer Legierung von 80 % Silber und 20 % Kupfer her. Gleichzeitig war die erste 25-Schilling-Prägung im Jahre 1955 die erste Gedenkmünzenprägung der Republik Österreich nach dem Zweiten Weltkrieg und der Rückkehr zum Schilling. Ab dem 1. März 2002 war keine Verwendung mehr zum Nennwert möglich, da der Euro in Österreich eingeführt wurde. Die Münzen sind jedoch ohne Begrenzung zum Nennwert eintauschbar.

## Übersicht der Gedenkausgaben

### Unterschiedliche Wertseiten der 25-Schilling-Münzen
Für die 25-Schilling-Münzen wurden im Laufe der Zeit drei unterschiedliche Wertseiten genutzt.

### Übersicht über die einzelnen Ausgaben
Im Folgenden findet sich eine Übersicht über die geprägten Exemplare der 25 Schilling-Münze.
| Nennwert: 25 Schilling Material: 80,0 % Silber, 20,0 % Kupfer – Münzdurchmesser: 30,0 mm – Raugewicht: 13 g – Feingewicht 10,4 g Rand: glatt mit vertiefter Inschrift „FUENFUNDZWANZIG SCHILLING“ |                                                                                            |                                                                                     |                    |                        |                  |                  |
| Abbildung | Abbildung                                                                                  | Anlass ggf. Erläuterung der Darstellung                                             | Ausgabe- datum     | Entwurf der Bildseite. | Geprägte Auflage | Geprägte Auflage |
| Wertseite | Bildseite                                                                                  | Anlass ggf. Erläuterung der Darstellung                                             | Ausgabe- datum     | Entwurf der Bildseite. | stgl             | PP               |
| |                                                                                            | Wiedereröffnung der Bundestheater                                                   | 1. Oktober 1955    | Alfred Hofmann         | 1.495.000        | 5.000            |
| | 200. Geburtstag von Wolfgang Amadeus Mozart                                                | 27. Januar 1956                                                                     | Edwin Grienauer    | 4.998.500              | 1.500            |                  |
| | 800 Jahre Mariazell                                                                        | 2. Mai 1957                                                                         | Edwin Grienauer    | 4.998.500              | 1.500            |                  |
| | 100. Geburtstag Carl Auer von Welsbach                                                     | 14. April 1958                                                                      | Ludwig Hujer       | 4.999.500              | 500              |                  |
| |                                                                                            | 100. Todestag von Erzherzog Johann                                                  | 11. Mai 1959       | Michael Norz           | 1.899.000        | 1.000            |
| |                                                                                            | 40. Jahrestag der Kärntner Volksabstimmung Paar in Kärntner Volkstracht an Wahlurne | 9. Mai 1960        | Hans Köttenstorfer     | 1.599.100        | 900              |
| | 40 Jahre Burgenland Haydn-Kirche in Eisenstadt                                             | 5. Juni 1961                                                                        | Hans Köttenstorfer | 1.398.800              | 1.200            |                  |
| | Zum Gedenken an Anton Bruckner                                                             | 14. Mai 1962                                                                        | Edwin Grienauer    | 2.397.000              | 3.000            |                  |
| | 300. Geburtstag von Prinz Eugen von Savoyen                                                | 30. Mai 1963                                                                        | Edwin Grienauer    | 1.984.069              | 5.931            |                  |
| |                                                                                            | Zum Gedenken an Franz Grillparzer Fehlprägung mit der alten Wertseite von 1955      | 4. Mai 1964        | Edwin Grienauer        | 0                | 3.600            |
| |                                                                                            | Zum Gedenken an Franz Grillparzer                                                   | 4. Mai 1964        | Edwin Grienauer        | 1.624.000        | 36.000           |
| | 150 Jahre Technische Hochschule Wien                                                       | 12. April 1965                                                                      | Hans Köttenstorfer | 1.523.000              | 37.000           |                  |
| | 130. Geburtstag von Ferdinand Raimund                                                      | 20. Juni 1966                                                                       | Ferdinand Welz     | 1.378.200              | 11.800           |                  |
| | 250. Geburtstag Maria Theresia                                                             | 8. Mai 1967                                                                         | Alfred Zierler     | 2.442.200              | 27.800           |                  |
| | 300. Geburtstag von Johann Lucas von Hildebrandt Hauptportal zum Schloss Belvedere in Wien | 16. Mai 1968                                                                        | Kurt Bodlak        | 1.218.200              | 41.800           |                  |
| | Zum Gedenken an Peter Rosegger                                                             | 14. Mai 1969                                                                        | Wolfgang Pichl     | 1.316.400              | 43.600           |                  |
| | 100. Geburtstag von Franz Lehár                                                            | 28. April 1970                                                                      | Ferdinand Welz     | 1.520.900              | 139.100          |                  |
| | 200 Jahre Wiener Börse                                                                     | 25. Mai 1971                                                                        | Fritz Tiefenthaler | 1.604.000              | 196.000          |                  |
| | 50. Todestag von Carl Michael Ziehrer                                                      | 3. Juli 1972                                                                        | Helga Wenisch      | 1.815.000              | 145.000          |                  |
| | 100. Geburtstag von Max Reinhardt                                                          | 2. Juli 1973                                                                        | Ferdinand Welz     | 2.142.800              | 177.200          |                  |